# Mare Imbrium

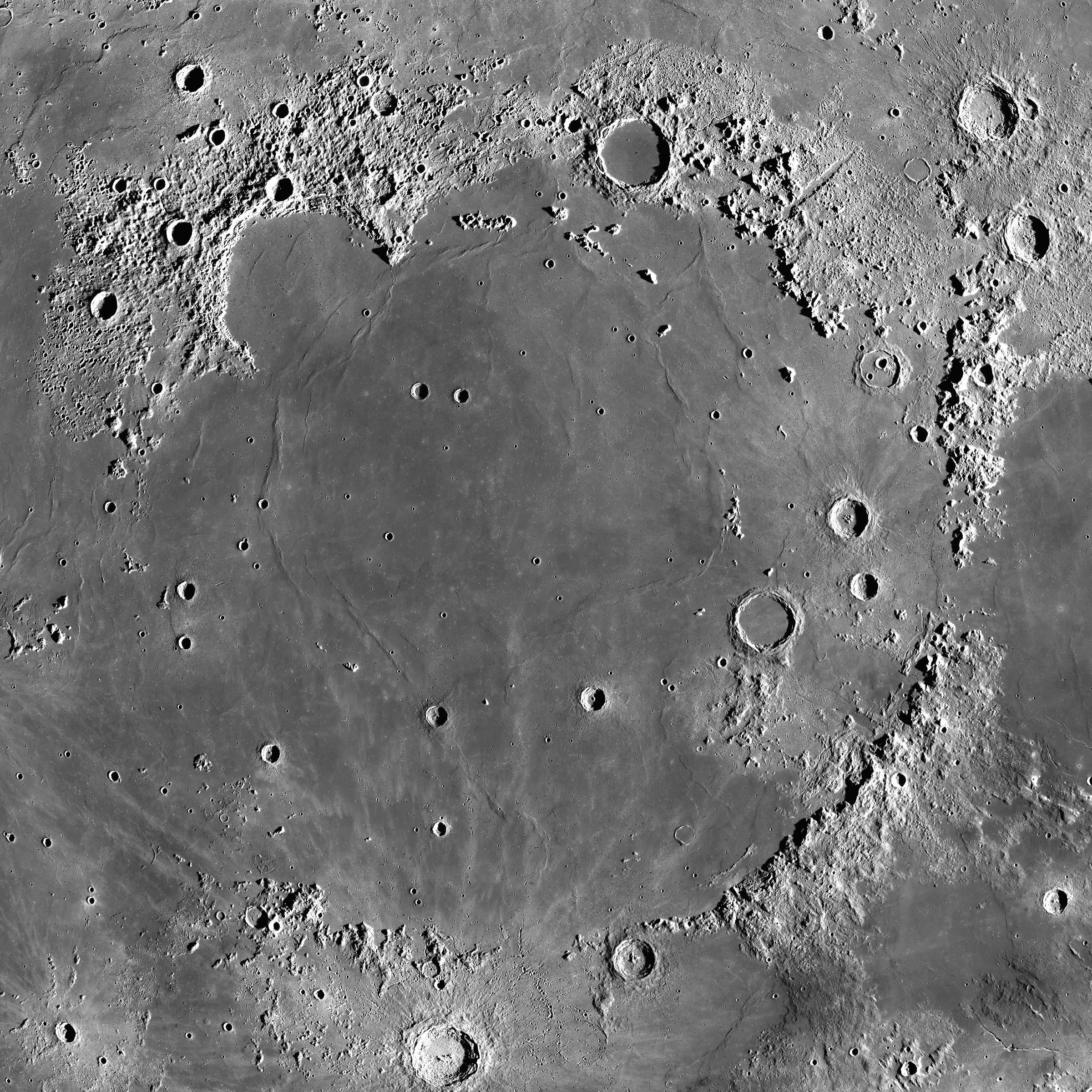
Mare Imbrium

Mare Imbrium (Latijn voor Zee der Regens) is een grote mare in het noordwestelijke gebied van de naar de Aarde toegekeerde kant van de Maan.
Loena 17 en Chang'e 3 zijn geland in Mare Imbrium.

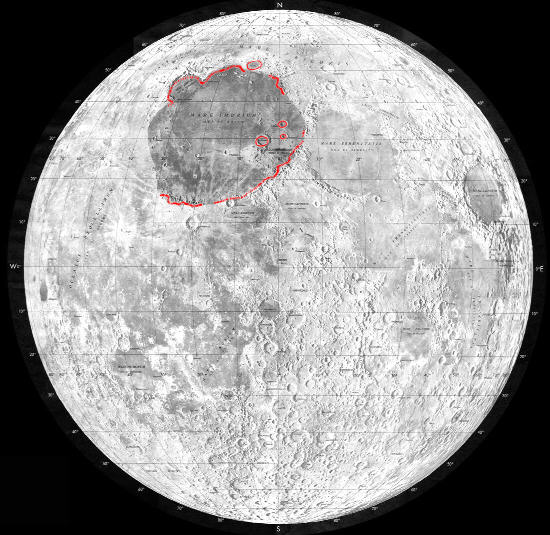
Foto van de Maan met de Mare Imbrium in rood omlijnd.

## Beschrijving
Mare Imbrium ontstond net als de andere maria doordat een groot inslagbekken werd gevuld door lava om een relatief glad oppervlak te vormen. Het oppervlak van de Mare Imbrium is echter niet perfect glad vanwege latere inslagen die kraters en puin veroorzaakten.

### De diameter van Mare Imbrium
Mare Imbrium is 1123 kilometer in doorsnee en daarmee op de Oceanus Procellarum na de grootste mare. Het is de grootste mare die bestaat uit een door lava opgevuld inslagbekken. De landingsplek van de Apollo 15 was in Palus Putredinis, een oostelijk fragment van de Mare Imbrium, vlak bij de Montes Apenninus.

### Omringende bergketens
Het inslagbekken van Mare Imbrium wordt omringd door drie ringen van bergketens, die door de inslag omhoog gekomen zijn. De buitenste ring wordt gevormd door de Montes Carpatus (zuid), de Montes Apenninus (zuidwest) en de Montes Caucasus (oost). Deze ring steekt op sommige plekken 7 km boven het oppervlak van de Mare Imbrium uit, maar lager in het noorden en westen. De middelste ring bestaat uit de Montes Alpes en de hogere gebieden rond de kraters Archimedes en Plato. De binnenste ring, met een diameter van 600 kilometer, ligt grotendeels onder de lava, slechts wat lage heuvels steken boven het gladde oppervlak van de mare uit.

### Heuvelbergen in Mare Imbrium
Alhoewel het oppervlak van Mare Imbrium er vrij eentonig uitziet, bevinden er zich tal van heuvelbergen in deze mare:
- Euler γ (Euler gamma) ten zuiden van de prominente krater Euler. Deze heuvelberg herbergt een van de meest unieke oppervlakteformaties op de maan. Aan de basis van de zuidwestelijke flank ervan is een halfbegraven krater te vinden. Deze halfbegraven krater kan m.b.v. sterke amateurtelescopen worden waargenomen. De Engelse maanwaarnemer en tekenaar Harold Hill heeft een tekening van deze halfbegraven krater aan Euler γ opgenomen in diens boek A Portfolio of Lunar Drawings.
- Mons La Hire en La Hire α (Wilkins' Mount Whipple) ten westnoordwesten van de prominente krater Lambert.
- Mons Pico en Pico β aan de noordelijke rand van Mare Imbrium, ten zuidoosten van Montes Teneriffe.
- Mons Piton in het noordoostelijke gedeelte van Mare Imbrium.
- Mons Undset (Lambert γ) ten oostnoordoosten van de prominente krater Lambert. Mons Undset is een van de onofficieel verklaarde namen die te zien zijn in de Lunar Topographic Orthophotomaps (LTO) die werden gemaakt kort na het beëindigen van het Apolloprogramma. De naam Mons Undset werd echter verkeerd gespeld: Mons Undest.
- Mons Vinogradov (Euler β) ten westzuidwesten van de prominente krater Euler.
- Montes Archimedes ten zuidzuidwesten van de overspoelde walvlakte Archimedes. Dit complex werd ook de Montes Lomonosov genoemd, zie A.V.Markov's boek The Moon. Alika Herring, de Hawaiiaanse maanwaarnemer en medewerker van het magazine Sky and Telescope gaf het de bijnaam Archimedes Island.
- Montes Recti aan de noordwestelijke rand van Mare Imbrium.
- Montes Spitzbergen in het oostelijke gedeelte van Mare Imbrium, ten noorden van de prominente overspoelde walvlakte Archimedes. Deze groep heuvelbergen werd door vroegere maanwaarnemers de Flock of sheep (kudde schapen) genoemd.
- Montes Teneriffe aan de noordelijke rand van Mare Imbrium, ten zuidwesten van de donkere walvlakte Plato.
- Mount Dyson (Pytheas β) ten westzuidwesten van de krater Pytheas. Mount Dyson is een van de onofficieel verklaarde namen afkomstig van de Welsh-Ierse maanwaarnemer en selenograaf Hugh Percy Wilkins.

### De diepte van Mare Imbrium
Het inslagbekken wordt verondersteld ongeveer vijf kilometer diep onder het mareoppervlak door te lopen, zodat de totale diepte van het bekken (vanaf de hoogste punten van de omringende bergen tot het diepste punt) ongeveer 12 km is. Men neemt aan dat het bekken dat door de inslag gevormd werd ongeveer 100 kilometer diep was, maar dat de bodem na vorming weer elastisch omhoog kwam.

### De wijde omgeving van Mare Imbrium
Rondom het Imbriuminslagbekken ligt een ongeveer 800 kilometer brede zone bedekt met de ejecta van de inslag. Vanuit het inslagbekken lopen in stralen diepe slenken, waarvan gedacht wordt dat ze gevormd werden door grote, in een kleine hoek wegvliegende ejecta. Een over de hele Maan lopend patroon van concentrisch en radiaal met het Imbriuminslagbekken georiënteerde breuken wordt verondersteld ook bij de inslag te zijn gevormd. Het gebied dat zich precies aan de andere kant van de Maan bevindt van de Mare Imbrium is nogal chaotisch, wat door de seismische golven die bij de inslag vrijkwamen moet zijn veroorzaakt.

### V-vormige (of chevronvormige) secundaire inslagkratertjes afkomstig van krater Copernicus
Het zuidelijke gedeelte van Mare Imbrium is bezaaid met V-vormige (of chevronvormige) secundaire inslagkratertjes die alle verantwoordelijk zijn voor de opbouw van de heldere stralen afkomstig van de primaire inslag die de imposante krater Copernicus heeft doen ontstaan. De koppen van de V-vormige secundaire inslagkratertjes wijzen allemaal richting Copernicus. Slechts enkele van deze secundaire inslagkratertjes hebben officieel erkende namen gekregen, zoals het groepje dat ongeveer halfweg tussen de kraters Euler en Lambert te vinden is.

## Naamgeving
De benaming Mare Imbrium is afkomstig van Giovanni Battista Riccioli . Eerder gaven Michael van Langren en Johannes Hevelius er respectievelijk de benamingen Mare Austriacum  en Mare Mediterraneum  aan.

### Palus Nebularum
Palus Nebularum (Latijn voor: Moeras van de mist) was de benaming voor het gebied tussen de kraters Cassini en Aristillus, in het noordoostelijke gedeelte van Mare Imbrium. Deze benaming was, evenals Mare Imbrium zelf, afkomstig van Giovanni Battista Riccioli (1598-1671), maar werd niet erkend door de Internationale Astronomische Unie (IAU). De benaming Palus Nebularum is wel nog te zien op niet zo recente maankaarten zoals de Hallwag maankaart van Hans Schwarzenbach.

### Ancient Newton
Het gedeelte van Mare Imbrium ten zuiden van de donkere walvlakte Plato en ten oosten van Montes Teneriffe is bij ervaren maanwaarnemers bekend als Ancient Newton.

### Namen van Hugh Percy Wilkins in Mare Imbrium
De Welsh-Ierse amateur maanwaarnemer en selenograaf Hugh Percy Wilkins (1896-1960) voegde op zijn zelf ontworpen maankaart (diameter 300") een honderdtal nieuwe namen voor kraters en bergen toe. Deze namen werden echter niet erkend door de Internationale Astronomische Unie (IAU), maar sommige ervan kunnen nog steeds teruggevonden worden op recente maankaarten zoals de door Hans Schwarzenbach ontworpen maankaart voor Hallwag. Ook in Mare Imbrium komen enkele niet erkende namen van Hugh Percy Wilkins voor:
- De Bergerac (Carlini D). Hercule-Savinien de Cyrano de Bergerac (1619-1655), Frans dramaticus en duelist.
- Gant (Archimedes A). James Quincy "Doc" Gant (1906-1989). Amerikaans dermatoloog en selenograaf. De krater Archimedes A is (ten gevolge van het produceren van gedetailleerde maankaarten na het beëindigen van het Apolloprogramma) officieel bekend als Bancroft.
- Haas (Pico E). Walter H. Haas (1917-2015), Amerikaans selenograaf, stichter ALPO (Association of Lunar and Planetary Observers).
- Mount Dyson (Pytheas β / Pytheas beta). Sir Frank Watson Dyson (1868-1939), Engels astronoom.
- Mount Whipple (La Hire α / La Hire alpha). John Adams Whipple (1822-1891), Amerikaans pionier van de fotografie, een van de eerste fotografen van de maan.
- Porthouse (Carlini B). William Porthouse, Engels amateur astronoom. De krater Carlini B is (ten gevolge van het produceren van gedetailleerde maankaarten na het beëindigen van het Apolloprogramma) officieel bekend als McDonald.
- Reese (Pico B). Elmer J. Reese, lid ALPO (Association of Lunar and Planetary Observers).

### Artemis, Felix en Verne
De kratertjes van het groepje dat ongeveer halfweg tussen de opvallende kraters Euler en Lambert ligt, kregen de namen Artemis, Felix en Verne. Van dit groepje zijn Artemis en Verne vermeld op kaart 20 in Antonin Rukl's Atlas of the Moon. De naam Verne is op kaart 20 echter verkeerd gepositioneerd, bij een naamloos kratertje ten zuidoosten van het groepje.
- Lunar Topophotomap 40A4S1(10) toont een close-up van het groepje Artemis-Felix-Verne.

### Annegrit, Charles en Mavis
Drie kratertjes omstreeks Dorsum Zirkel, ten noorden van het bergachtige eiland Mons La Hire, kregen de namen Annegrit, Charles en Mavis.
- Lunar Topophotomap 40A1S1(50) toont een gedeelte van Dorsum Zirkel met de drie kratertjes Annegrit, Charles en Mavis.

### Courtney, Dorsum Thera, Catena Yuri en Rima Zahia
Ten noordwesten van de opvallende krater Euler, ongeveer halfweg tussen de komvormige kratertjes Euler E (Firdausi) en Euler H, bevindt zich een gebied waar een klein kratertje de naam Courtney kreeg, een onopvallende oneffenheid de naam Dorsum Thera, een kleine langwerpige depressie de naam Catena Yuri, en een onopvallende rille de naam Rima Zahia. Van deze vier formaties is enkel het kratertje Courtney waarneembaar met een amateurtelescoop.
- Lunar Topophotomap 39B3S1(50) toont de vier formaties Courtney, Dorsum Thera, Catena Yuri en Rima Zahia.

### Akis, Ango, Jehan, Natasha, Catena Pierre, Rosa en Rima Wan-Yu
Deze zeven vrij kleine formaties die elk een naam hebben gekregen, bevinden zich ten zuidzuidwesten van de opvallende krater Euler en ten zuidzuidoosten van Mons Vinogradov (Euler β). Van deze zeven is de krater Natasha (Euler P) echter vrij gemakkelijk waarneembaar met een amateurtelescoop. Vroegere maanwaarnemers gaven deze krater, dankzij de eigenaardige vorm ervan, de bijnaam Tennis racquet.
- Lunar Topophotomap 39C2S1(50) toont het gebied net ten noordwesten van Natasha (Euler P).

### Boris, Gaston en Linda
Drie kratertjes halfweg tussen de opvallende krater Delisle en het westelijke hondenbeenvormige uiteinde van Rima Delisle (ten oostnoordoosten van krater Delisle) kregen de namen Boris, Gaston en Linda. Een golfvormige formatie in het uitgestoten gebied dat de krater Delisle omhult kreeg de benaming Rupes Boris.
- Lunar Topophotomap 39B2S2(25) toont het gebied ten oostnoordoosten van krater Delisle met de kratertjes Boris, Gaston en Linda, alsook Rupes Boris.

### Isabel, Louise, Samir en Walter
Vier kratertjes ongeveer halfweg tussen de opvallende kraters Delisle en Diophantus, in het westelijk gedeelte van Mare Imbrium, kregen de namen Isabel, Louise, Samir en Walter. Van deze vier kratertjes is enkel het stralenkratertje Samir waarneembaar met een amateurtelescoop. Het is weergegeven op kaart 19 in Antonin Rukl's maanatlas. De naam van het weergegeven kratertje op kaart 19 is echter verkeerd (Louise).
- Lunar Topophotomap 39B2S1(25) toont het gebied ten noordnoordoosten van Diophantus, met de vier kratertjes Isabel, Louise, Samir en Walter. Daarbij is ook nog Rima Brahms vermeld.

### Kovalevskij(Timocharis B)
Timocharis B, een komvormige krater ten noordoosten van de geprononceerde inslagkrater Timocharis in het zuidzuidoostelijke gedeelte van Mare Imbrium, kreeg na het beëindigen van het Apolloprogramma in 1972 de naam Kovalevskij, aldus aangeduid op Lunar Topographic Orthophotomap 40B3 (LTO 40B3). De Internationale Astronomische Unie (IAU) heeft deze naam nooit officieel erkend, mede omdat er op de achterkant van de maan een krater reeds de naam Kovalevskaya had gekregen.

### Mons Undest/Undset(Lambert γ)
De driehoekige en enigszins neusvormige berg ten oosten van de opvallende krater Lambert kreeg van de IAU de erkende aanduiding Lambert gamma (Lambert γ), doch, na het beëindigen van het Apolloprogramma in 1972 kreeg deze berg de benaming Mons Undest, en werd aldus aangeduid op Lunar Topographic Orthophotomap 40B4 (LTO 40B4). Deze naam werd echter verkeerd gespeld, want het betreft de Noorse romanschrijfster Sigrid Undset (1882-1949). De Internationale Astronomische Unie (IAU) heeft de benaming Undset (Undest) onofficieel verklaard, met het gevolg dat Mons Undset (Mons Undest) sporadisch voorkomt in recente maanatlassen en maankaarten.

## De geschilderde ontstaansgeschiedenis van het inslagbekken Mare Imbrium
De Amerikaanse space artist en illustrator Don Davis maakte een reeks schilderijen waarop een aantal momenten te zien zijn in de ontstaansgeschiedenis van het oppervlak van de maan, met in het bijzonder het ontstaan van Mare Imbrium d.m.v. de inslag van een interplanetair object met de afmetingen van een asteroide of flink uit de kluiten gewassen komeetkern. Deze reeks schilderijen werd gereproduceerd en als kleine illustraties opgenomen in het boek COSMOS van de Amerikaanse astronoom, astrofysicus en kosmoloog Carl Sagan.